# Jean Tavernier
Pour les articles homonymes, voir Tavernier.
Jean Tavernier, né le 6 mars 1928 à Alger et mort le 28 novembre 2020 à Bordeaux, est un homme politique français. Il est président du conseil régional d'Aquitaine de 1988 à 1992.

## Biographie
Après ses classes au lycée Michel-Montaigne et à la faculté de médecine de Bordeaux, Jean Tavernier devient radiologue. En 1978, il accède à la chaire de radiologie de l'université de Bordeaux.
Président de l'université Bordeaux-II de 1979 à 1987, il est élu conseiller régional d'Aquitaine lors des élections régionales de 1986 sur la liste RPR-UDF puis président du conseil régional d'Aquitaine, à la suite de la démission de Jacques Chaban-Delmas, le 11 juillet 1988. Jacques Valade lui succède en 1992.
Il meurt le 28 novembre 2020,. Il est inhumé au cimetière de la Chartreuse à Bordeaux.

## Distinctions
- Chevalier de la Légion d'honneur le 19 décembre 1988[5];
- Officier de la Légion d'honneur le 31 décembre 1996[5], remise par Alain Juppé le 4 avril 1997[6];